# 앙리 1세 드 샹파뉴 백작

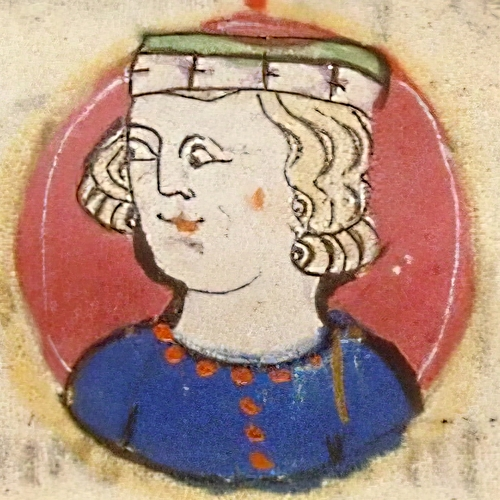
앙리 1세

앙리 1세(Henri Ier, 1127년 12월 – 1181년 3월 16일)은 1152년부터 1181년까지 샹파뉴 백작이었다. 별명은 자유백(le Libéral). 블루아 백작이었던 샹파뉴 백작 테오발드 2세와 그의 아내 카린 마틸다의 장남이었다.

## 생애
앙리는 프랑스의 루이 7세가 이끄는 제2차 십자군에 참가했다. 그는 비잔틴 황제 마누일 1세 콤니노스(Manuel I Komnenos)에게 보낸 베르나르 드 클레르보(Bernard of Clairvaux)의 추천서를 가지고 갔다. 그는 1148년 6월 24일 아크레에서 예루살렘의 보두앵 3세 (예루살렘)가 개최한 회의에 참석한 주목할만한 인물 중 한 명으로 등재되어 있다.